# Picumnus innominatus
Picumnus innominatus, conocido como carpinterito manchado, es una especie de ave en la familia Picidae.
Es endémico de Bangladés, Bután, Camboya, China, Hong Kong, India, Indonesia, Laos, Malasia, Birmania, Nepal, Pakistán, Tailandia, y Vietnam.
Su hábitat natural son los bosques boreales, bosques subtropicales o tropicales húmedos de las tierra bajas, y bosques nubosos tropicales húmedos.